# シカゴ16
『シカゴ16』(Chicago 16) は、アメリカのバンド、シカゴの13枚目のスタジオ・アルバム。1982年6月7日に発表された。2023年現在の正式な邦題は「ラヴ・ミー・トゥモロウ（シカゴ16）」である。
デイヴィッド・フォスターがプロデュースした最初のシカゴのアルバムで、「素直になれなくて (Hard to Say I'm Sorry)」が収録された。

## 解説
本作は、コロムビア・レコードでの活動を終えてワーナーと10年間の契約を結んでから最初に発表されたアルバムで、シカゴの新しい時代の到来を宣言する作品になった。1978年にテリー・キャス（ギター、ヴォーカル）が事故死した後に発表された『ホット・ストリート』以来、彼等にとって真の意味でのヒット・アルバムであり、商業的成功という意味での重要かつ長きにわたる「セカンド・ウィンド」をもたらした。幾つかの点で、彼等が1970年代に成し遂げた様々な成功を凌ぐ成績を上げた。
1980年に前作『シカゴ14』を発表した後、1981年になるとメンバーは商業的な意味での自分達の訴求力とイメージがかつてなく低下していることに気がついた。そこでサンズ・オヴ・チャンプリンのオリジナル・メンバーでフロント・マンでもあったビル・チャンプリンを迎え入れ、キーボードとヴォーカルを任せた。この試みはうまくいき、チャンプリンはキャスのヴォーカルをうまく引き継ぐことに成功した。また『シカゴ14』に参加したクリス・ピニック（ギター）が加入した。
新作アルバムを制作するにあたって、メンバーはマネージャーであるジェフ・ワルドを通じてデイヴィッド・フォスターに接触した。彼等は『シカゴ14』を念頭に置いて新作の構想を練っていたが、プロデューサーに起用されたフォスターは1980年代の彼等の音楽を根本から徹底的に考え直し、最新のマシンと技術を導入し、外部の作曲家とスタジオ・ミュージシャンを起用するという数々の重要な変更を行った。
メンバーの中でフォスターの起用によって最も利益を得たのは、音楽の嗜好が多くの部分でフォスターと共通していたピーター・セテラ（ベース、ヴォーカル）だった。両者のアダルト・コンテンポラリー志向があちこちに横溢した結果、シカゴのルーツと言えるジャズ・ロックのアンサンブルのスタイルは薄められ、若い世代の新しい聴衆の耳に訴える音楽が出来上がった。両者の協力によって、チャートに登場することのないバンドの舵取りが首尾良く運んだ。一方、かつて曲作りの中心を担って多くの楽曲を提供したロバート・ラム（キーボード、ヴォーカル）は個人的な問題のためにアルバム制作の大部分に関与できず、わずか1曲にクレジットされるだけだった。ローディール・デ・オリヴェイラ（パーカッション）は、『シカゴ14』の発表後に脱退した。TOTOのメンバー4人がそのテクニックを披露した。
『シカゴ16』は1982年6月に発表され、第9位まで上昇してプラチナ・ディスクを獲得した。「素直になれなくて (Hard to Say I'm Sorry)」は、アメリカでの2度目のシングル1位を記録した。こうしてシカゴの未来は無事救われた。シングルは、映画「青い恋人達」のサウンド・トラックに収録された「素直になれなくて／ゲッタウェイ」で、長めのバージョンを聞くことができる。後半に長いオーケストレーションをフィーチャーしている「ラヴ・ミー・トゥモロウ(Love Me Tomorrow)」は、「素直になれなくて」に続くさらなるヒットとなった
ライノ盤のリマスター版には、「What You are Missing」と「Love Me Tomorrow」の完全版は収録されていない。「What You are Missing」はシングル盤のバージョンに差しかえられており、「Love Me Tomorrow」は曲の終わり近くで一部が削除されている。とはいえ、ライノ盤にはビル・チャンプマンのデモ録音である「Daddy's Favorite Fool」がボーナストラックとして収録されている。
イギリスで当初発売されたオリジナルLPには、「What Can I Say」の前に「Rescue You」が収録されていた。

## 曲目
1. ホワット・ユー・アー・ミッシング - "What You're Missing"[注釈 1] (Jay Gruska, ジョセフ・ウィリアムス) - 4:10
2. あなたの気持ち - "Waiting for You to Decide" (デイヴィッド・フォスター, スティーヴ・ルカサー, デヴィッド・ペイチ) - 4:06
3. バッド・アドヴァイス - "Bad Advice" (ピーター・セテラ, フォスター, ジェームス・パンコウ) - 2:58
4. チェインズ - "Chains" (セテラ, イアン・トーマス) – 3:22
5. 素直になれなくて～ゲット・アウェイ - "Hard to Say I'm Sorry"/"Get Away" (セテラ, フォスター, ロバート・ラム) - 5:08
6. フォロー・ミー - "Follow Me" (フォスター, パンコウ) - 4:53
7. ソニー・シンク・トゥワイス - "Sonny Think Twice" (ビル・チャンプリン, ダニー・セラフィン) - 4:01
8. ホワット・キャン・アイ・セイ - "What Can I Say" (フォスター, パンコウ) - 3:49
9. レスキュー・ユー - "Rescue You" (セテラ, フォスター) - 3:57
10. ラヴ・ミー・トゥモロウ - "Love Me Tomorrow"[注釈 2] (セテラ, フォスター) - 5:06
11. ダディーズ・フェイヴァリット・フール - "Daddy's Favorite Fool"[注釈 3] (チャンプリン) - 3:52

## パーソネル
シカゴ
- ピーター・セテラ – ベース, アコースティック・ギター, ヴォーカル
- ビル・チャンプリン – ピアノ, キーボード, ギター, ヴォーカル
- ロバート・ラム – ピアノ, キーボード, パーカッション, ヴォーカル
- リー・ロックネイン – トランペット, ホルン, コルネット, パーカッション, ヴォーカル
- ジェームズ・パンコウ – トロンボーン, パーカッション, バック・ヴォーカル
- ウォルター・パラゼイダー – サックス, フルート, クラリネット
- ダニー・セラフィン – ドラムス, パーカッション

その他
- デヴィッド・フォスター – キーボード
- クリス・ピニック(Chris Pinnick) – ギター
- スティーヴ・ルカサー – ギター
- マイケル・ランドウ – ギター
- デヴィッド・ペイチ – シンセサイザー
- スティーヴ・ポーカロ – シンセサイザープログラミング
- デイヴ・リチャードソン(Dave Richardson) –  "What Can I Say"の作詞補助

## チャート

### アルバム
| Chart (1982)             | Peak position |
| ------------------------ | ------------- |
| Austrian Albums Chart    | 19            |
| Canadian Albums Chart    | 17            |
| Dutch Albums Chart       | 33            |
| German Albums Chart      | 11            |
| New Zealand Albums Chart | 24            |
| UK Albums Chart          | 44            |
| US Billboard 200         | 9             |

### シングル
| Year | Single                  | Chart                 | Position |
| ---- | ----------------------- | --------------------- | -------- |
| 1982 | "Hard to Say I'm Sorry" | US Billboard Hot 100  | 1        |
| 1982 | "Hard to Say I'm Sorry" | US Adult Contemporary | 1        |
| 1982 | "Hard to Say I'm Sorry" | UK Singles Chart      | 4        |
| 1982 | Love Me Tomorrow        | US Billboard Hot 100  | 22       |
| 1982 | Love Me Tomorrow        | US Adult Contemporary | 8        |
| 1983 | What You're Missing     | US Billboard Hot 100  | 81       |

## 認定
| 国/地域                    | 認定     | 認定/売上数 |
| -------------------------- | -------- | ----------- |
| カナダ (Music Canada)      | Gold     | 50,000^     |
| ドイツ (BVMI)              | Gold     | 250,000^    |
| アメリカ合衆国 (RIAA)      | Platinum | 1,000,000^  |
| ^ 認定のみに基づく出荷枚数 |          |             |